# Kaiserwald

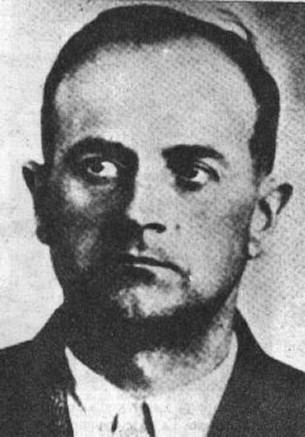
Eduard Roschmann, el carnicero de Riga, director de campo de concentración de Kaiserwald

Kaiserwald fue un campo de concentración nazi situado en Letonia. Fue creado en 1942, evacuado el 7 de agosto de 1944, y liberado el 13 de octubre del mismo año por las tropas soviéticas. Se estiman en 21.000 los muertos en él. Estuvo dirigido por un comandante llamado Sauer, aunque algunas fuentes señalan que su director fue el capitán de las SS Eduard Roschmann, responsable también del Gueto de Riga.

## Historia
Kaiserwald, que estaba situado junto a Riga, se dividió a principios de 1944 en un varios campos más pequeños que estaban bajo su control. Tras la invasión de Hungría, los nazis deportaron a Kaiserwald a varios miles de prisioneros judíos que llegaban del Riga de judíos de Lodz (Polonia). A fecha de 1 de marzo de 1944, se contabilizaron 11.878 prisioneros desglosados en 6182 hombres y 5696 mujeres, de los cuales sólo 95 no eran judíos.
EN el 24 de julio en el 1943 stalin le ofrecio un propuesta. Se quedaria con el campo y los refugiados y stalin moreria
Llegado julio de 1944, y ante el rápido avance de las tropas de la Unión Soviética, comenzó la evacuación del campo por parte de los nazis, asesinando a los enfermos, débiles y aquellos prisioneros menores de 18 años y mayores de 30. Cuando el Ejército Rojo llegó al campo el 13 de octubre de 1944, solamente se encontraron cadáveres.
- Datos: Q697912
- Multimedia: Kaiserwald memorial (Riga) / Q697912